# Ekgulhornspinnare
Ekgulhornspinnare, Polyploca ridens, är en fjärilsart som beskrevs av Johan Christian Fabricius 1787. Ekgulhornspinnare ingår i släktet Polyploca och familjen sikelvingar. Arten är reproducerande i Sverige. Inga underarter finns listade i Catalogue of Life.

## Bildgalleri

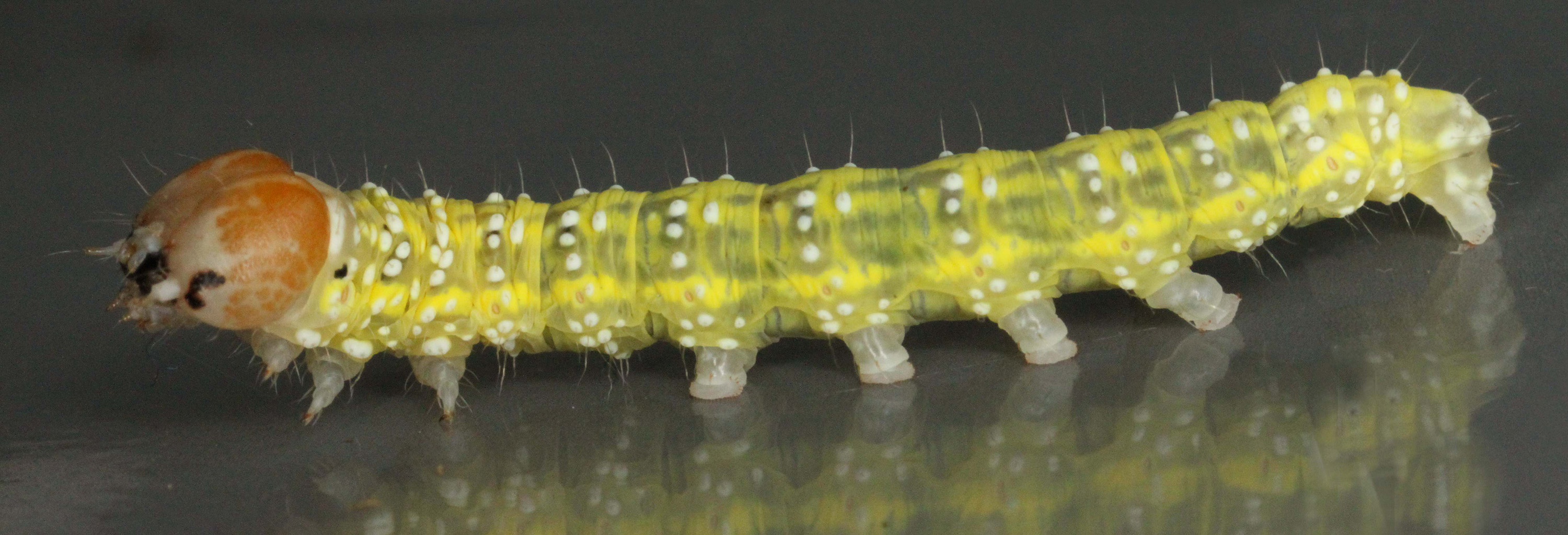
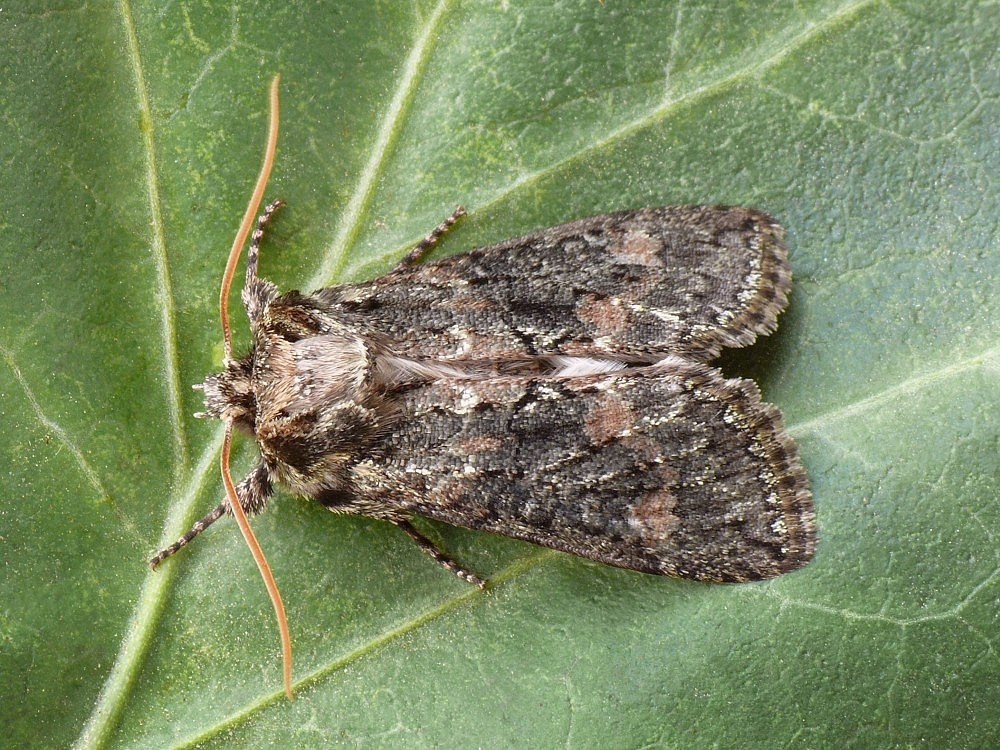
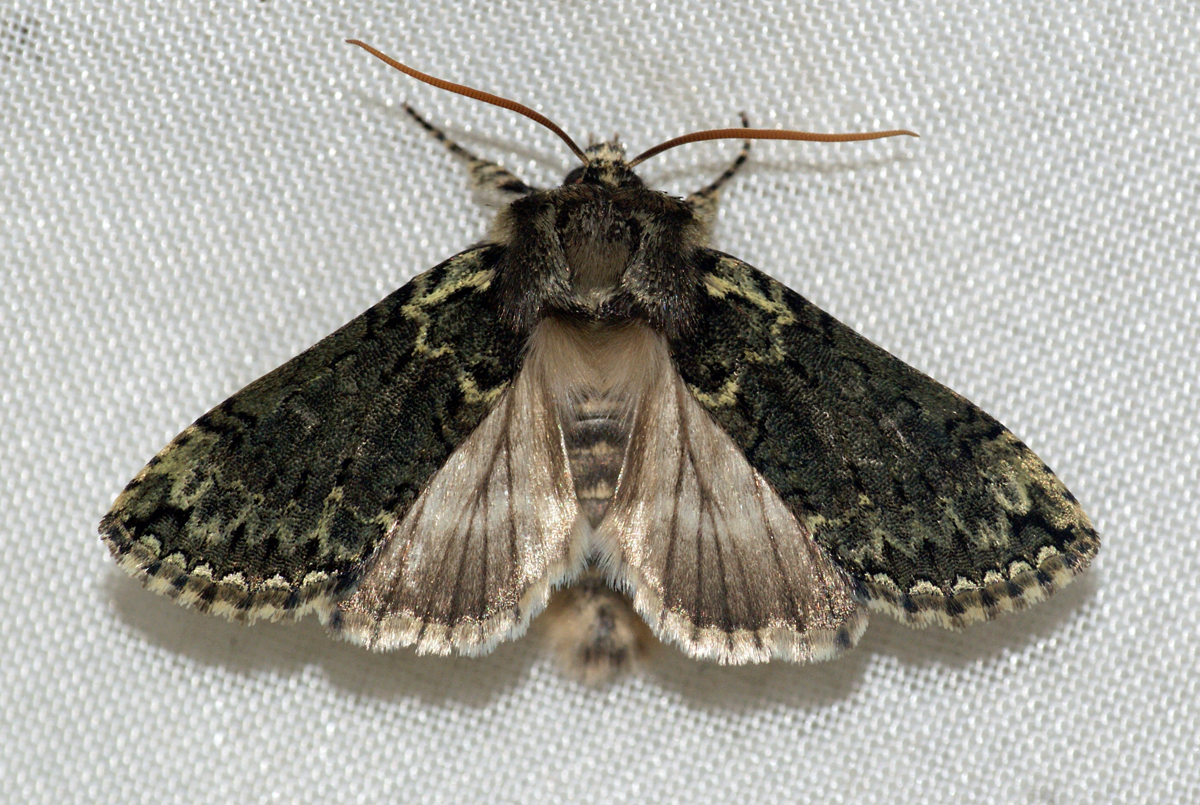